# Španska romanca
Španska romanca je daljša lirsko-epska ali epska pesem španskega izvora, ki opeva boje in ljubezni plemstva. Je vedrejša kot balada, mirnejša in bolj stvarna. Zaključek je pomirljiv. Oblika je predpisana - daljše kitice s četverostopičnimi troheji (španski osmerci) in asonancami. Primer španske romance je Turjaška Rozamunda pesnika Franceta Prešerna.